# Единая информационная система в сфере закупок
Единая информационная система в сфере закупок (ЕИС) — единое информационное пространство всей сферы государственных закупок в России. В системе размещаются сведения о закупках в соответствии с федеральными законами № 44-ФЗ и № 223-ФЗ. ЕИС была создана для облегчения доступа к сведениям о торгах и минимизации коррупции в сфере закупок. ЕИС также предоставляет функциональность для формирования, обработки и хранения сведений о закупках. Информация, представленная в системе, доступна не только участникам закупок, но и всем посетителям портала государственных закупок на бесплатной основе. Система призвана повысить информационную открытость государственных закупок в России, позволяя эффективнее контролировать их как со стороны общества, так и со стороны органов власти. ЕИС является системообразующим элементом существующей в России системы госзакупок. 

## История
Первоначальная версия портала государственных закупок была разработана в 2004 году по заказу Минэкономразвития России в рамках программы «Электронная Россия» и функционировала по адресу pgz.economy.gov.ru. На портале была размещена информация о конкурсах, проводившихся в 2002—2005 годах Минэкономразвития и рядом федеральных органов исполнительной власти.
21 июля 2005 года был принят закон № 94-ФЗ «О размещении заказов на поставки товаров, выполнение работ, оказание услуг для государственных и муниципальных нужд». Согласно статье 16 закона правительством Российской Федерации, высшим исполнительным органом государственной власти субъекта Российской Федерации, местной администрацией определяется официальное печатное издание для опубликования информации о размещении заказов, а также официальный сайт Российской Федерации, официальный сайт субъекта Российской Федерации, официальный сайт муниципального образования в сети Интернет для размещения информации о размещении заказов. Распоряжением правительства от 20 февраля 2006 года в качестве адреса официального Интернет-сайта Российской Федерации для размещения информации о размещении заказов на поставки товаров, выполнение работ, оказание услуг для федеральных государственных нужд был определен сайт zakupki.gov.ru.
До 1 июня 2008 года поддержку портала госзакупок осуществляла компания «Компьюлинк», осенью 2006 года победившая в конкурсе на право создания первой очереди автоматизированной системы «Государственные закупки». После 1 июня 2008 года состоялся переход на новую версию портала, которую разработала компания «Ланит», в 2007 году выигравшая конкурс на право модернизации системы.
1 января 2011 года вступили в силу изменения в закон № 94-ФЗ, возложившие на региональных и муниципальных заказчиков обязанность закупать необходимые им товары и услуги на открытых электронных аукционах, при этом сведения об аукционах должны были публиковаться на едином портале zakupki.gov.ru с целью повышения их прозрачности и публичности. В связи с необходимостью создания единой электронной площадки портал госзакупок был модернизирован, его новая версия заработала с 1 января 2011 года. На портале должна была размещаться вся информация о закупке, в том числе извещение о закупке, документация о закупке, проект договора, а также все изменения и разъяснения, вносимые в документацию о закупках.
1 января 2014 года вступил в силу закон № 44-ФЗ, в соответствии с которым было предусмотрено создание на базе портала zakupki.gov.ru Единой информационной системы в сфере закупок (ЕИС). Постановлением правительства от 30 сентября 2014 года ответственным органом за разработку и эксплуатацию системы было назначено Федеральное казначейство. В 2015 году компания «Ланит» выиграла конкурс на разработку ЕИС, которая была введена в эксплуатацию 1 января 2016 года.
В начале 2017 года контроль за ЕИС был передан Минфину России и подконтрольному ему Федеральному казначейству. В феврале 2017 года правительство приняло решение о выборе госкорпорации «Ростех» в качестве единственного исполнителя государственных контрактов с Федеральным казначейством по развитию и эксплуатации ЕИС. В июле 2017 года «Ростех» привлек в качестве субподрядчика прежнего разработчика ЕИС — компанию «Ланит».
С 1 января 2019 года все закупки были переведены в электронную форму (кроме контрактов с единственным поставщиком). С 1 января 2020 года регистрация в ЕИС для участников госзакупок стала обязательной. Сведения о зарегистрированных участниках формируют Единый реестр участников закупок (ЕРУЗ), интегрированный с ЕГРЮЛ и ЕГРИП.
В 2020 году было заявлено о переносе системы в рамках ее модернизации на серверы собственного центра обработки данных Минфина в Дубне. Это призвано сократить издержки на ее обслуживание, при этом стали использоваться серверы архитектуры х86, а серверные приложения переведены на открытый код. Как отмечает «Коммерсантъ», по состоянию на 2020 год, в системе ЕИС «зарегистрировано более 750 тыс. организаций заказчиков и поставщиков, при этом ежесуточно в ней работает более 2,5 млн пользователей и совершается более 300 млн трансакций», в систему добавляется 14 млн юридически значимых документов в год. Всё это делает ее одной из наиболее масштабных государственных информационных систем в России. Параллельно в ЕИС была внедрена система электронного актирования, призванная «замкнуть» в ЕИС весь существующий цикл российского госзаказа.
В дальнейшем ЕИС должна быть интегрирована с с централизованной бухгалтерией ведомств и бухгалтериями заказчиков и поставщиков, планируется наладить взаимодействие ЕИС в сфере закупок с системой «Электронный бюджет».

## Информация, размещаемая в Единой информационной системе
Единая информационная система (ЕИС) согласно закону № 44-ФЗ — это совокупность информации, содержащейся в базах данных, информационных технологий и технических средств, обеспечивающих формирование, обработку, хранение такой информации, а также ее предоставление с использованием официального сайта Единой информационной системы в сети Интернет.
На официальном сайте Единой информационной системы (zakupki.gov.ru) публикуются:
- государственные закупки, размещаемые по закону № 44-ФЗ. Их проводят все государственные и муниципальные организации, которые финансируются из бюджета (например, больницы, школы, детсады, городские администрации);
- закупки, размещаемые по закону № 223-ФЗ. Их проводят компании, принадлежащие государству более чем на 50%, их дочерние компании, субъекты естественных монополий, организации, которые занимаются регулируемыми видами деятельности (энергетика, водоснабжение), а также бюджетные учреждения, которые проводят закупки за счет грантов, средств субподряда и собственных денежных средств.

Заявка на участие в закупках может быть подана в бумажной форме, однако подавляющее большинство закупок в соответствии с законом № 44-ФЗ и все конкурентные закупки среди малого и среднего предпринимательства в соответствии с законом № 223-ФЗ проводят в электронном виде. Для участия в электронных торгах требуется регистрация в ЕИС, которая осуществляется с помощью электронной подписи. Регистрация поставщика в ЕИС действует три года, после чего требуется обновление регистрации.
В ЕИС содержится реестр заключенных контрактов, планы-графики закупок, данные о текущих закупках, реестр недобросовестных поставщиков, отчеты заказчиков о проведенных закупках и заключенных договорах, информация о спорах и жалобах и другая информация. Лица, желающие подать заявку на участие в закупках, после регистрации в ЕИС получают аккредитацию на восьми федеральных электронных торговых площадках (Сбербанк-АСТ, РТС-тендер, ЭТП Газпромбанка, ЕЭТП, Российский аукционный дом и некоторые другие). Размещение закупок происходит следующим образом:
- на портале ЕИС (zakupki.gov.ru) публикуются все госзакупки по закону № 44-ФЗ, а также госзакупки по закону 223-ФЗ от 100—500 тыс. рублей (в зависимости от годового объема закупок заказчика);
- на восьми федеральных электронных торговых площадках госзакупок публикуются и проводятся все электронные госзакупки по закону № 44-ФЗ, а также госзакупки среди малого и среднего предпринимательства согласно закону № 223-ФЗ;
- на коммерческих электронных торговых площадках публикуются и проводятся госзакупки по закону № 223-ФЗ и закупки, не являющиеся государственными (коммерческие).

Самым популярным видом закупочных процедур, размещенных в Единой информационной системе (ЕИС) является запрос котировок. По данным Министерства финансов РФ, за 3 квартала 2022 года, было опубликовано 711 884 закупочных процедур, из них 164 201 запроса котировок, что составило 23% от всех закупок. Такое количество закупок, обусловлено простотой проведения тендера и ограничением по начальной максимальной цене контракта.

## Критика
В статье «Анализ единой информационной системы в сфере закупок и пути ее совершенствования», опубликованной в электронном научном журнале «Госрег», говорится, что проблемами существующей системы ЕИС является возможность сговора между участниками торгов, а также возможность появления затрудняющих проведение торгов ошибок в системе, причем они могут проявляться как на федеральном, так и на региональном уровне. Авторы делают вывод, что система была запущена с недочетами и нуждается в дальнейшем совершенствовании.

## Награды
В 2011 году портал zakupki.gov.ru получил Антипремию Рунета в трех номинациях.